# Keizer Karelweg
De Keizer Karelweg is een brede verkeersader in Amstelveen.  

## Geschiedenis en ligging
De weg werd aangelegd rond 1927. Ze werd onder meer aangelegd om De Poel ook ’s winters bereikbaar te houden voor schaatsers. Ze is door de gemeente Nieuwer-Amstel, voorloper van Amstelveen, vernoemd naar Keizer Karel V. De straat komt ook voor op de kaart van de Stadsuitbreiding Zuid van gemeente Amsterdam uit 1935.
De straat begint op de Handweg bij de De Poel en loopt van daar af in noordoostelijke richting naar het Keizer Karelplein. Op het plein maakt de weg een bocht en gaat in noordelijke richting verder, kruist de Ouderkerkerlaan en gaat onder de A9 (in Amstelveen de Burgemeester van Sonweg geheten) door, die hier een afslag "Amstelveen" heeft met twee speciale rijstroken naast de weg.
Daarna loopt de weg langs het Amstelveense busstation en het Cobramuseum voor moderne kunst die aan de rand liggen van het moderne Stadshart van Amstelveen. Oorspronkelijk was de aansluiting met de Rembrandtweg met een rotonde.
De Keizer Karelweg eindigt op de Amsterdamseweg waar deze een scherpe bocht maakt. Het noordelijk deel van de Amsterdamseweg ligt in het verlengde van de Keizer Karelweg en gaat zelf bij de Kalfjeslaan, de gemeentegrens met Amsterdam, over in de Amstelveenseweg.  De Keizer Karelweg, de Amsterdamseweg en de Amstelveenseweg maken deel uit van de Amsterdamse stadsroute s108.
De kruisingen met de Graaf Aelbrechtlaan en de Groen van Prinstererlaan behoorden tot de gevaarlijkste verkeersknelpunten van Amstelveen. Na verscheidene ongelukken, waaronder een dodelijk ongeval in 2012, heeft de gemeente in 2013 de onoverzichtelijke kruisingen omgezet in ovale rotondes (ovonde).

## Gebouwen
Beide zijden van de weg zijn volgebouwd met meest woningen en appartementsgebouwen. Een uitzondering daarop is genoemd museum. Doordat de weg in de loop der jaren volgebouwd werd, zijn er diverse bouwstijlen vertegenwoordigd. De lange weg kent "slechts" twee gemeentelijke monumenten, die dan ook nog gezien worden als één monument. Het zijn twee flats, ontworpen door Willem Dudok en Robert Magnée. Ze staan op Keizer Karelweg 259-281 en Keizer Karelweg 307-329.

## Kunst
Langs de weg als ook in de middenberm zijn diverse uitingen van "kunst in de openbare ruimte" te vinden, waaronder:
- Moeder en kind van Nic Jonk
- The fountain van Karel Appel, staand op het voorplein van het Cobra Museum
- De gek van Lotti van der Gaag, staand aan de openbare weg in de tuin van het museum
- Windbloemig van Heringa & van Kalsbeek, staande aan een rotonde

## Openbaar vervoer
Er lopen vier buslijnen van het vervoerbedrijf Connexxion over de Keizer Karelweg.

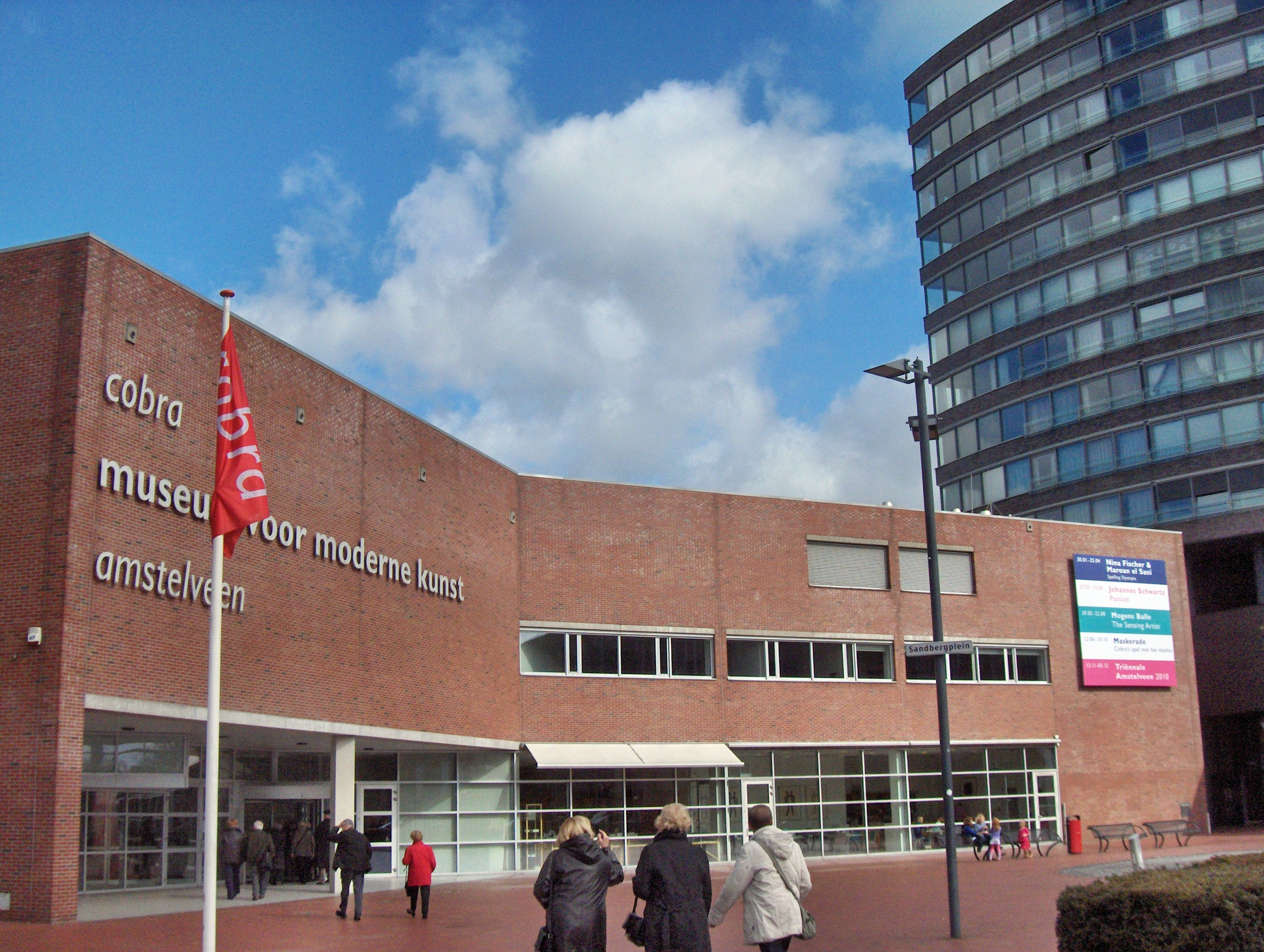
Sandbergplein met Cobramuseum, gezien vanaf de Keizer Karelweg
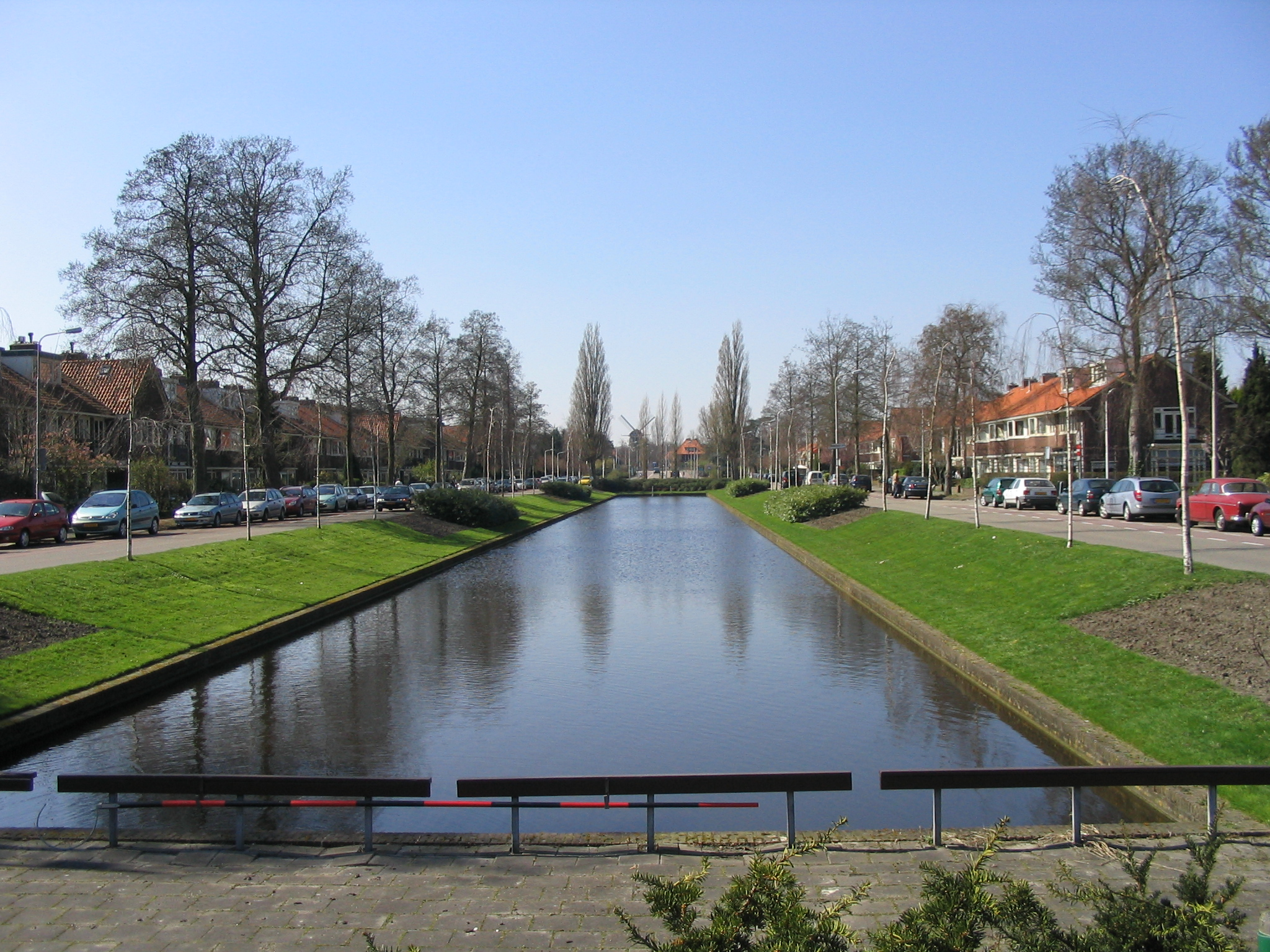
Graaf Aelbrechtlaan bij Keizer Karelweg
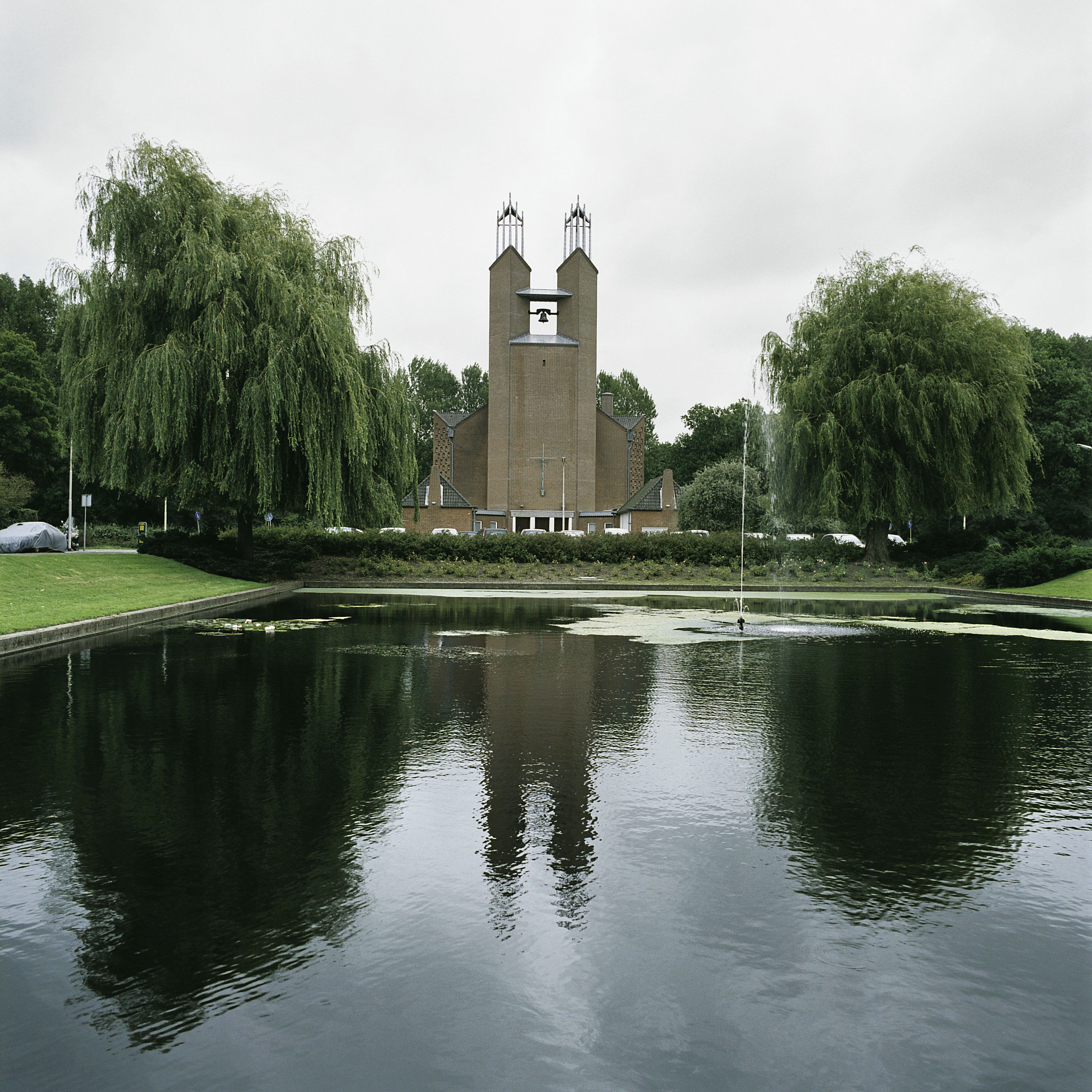
Kruiskerk gezien vanaf Keizer Karelweg